# Provinciale weg 278
De provinciale weg 278 (N278) is een verkeersweg met een lengte van ruim 30 kilometer in het zuiden van de Nederlandse provincie Limburg, die Maastricht via Gulpen met de Duitse stad Aken verbindt. Van west naar oost loopt de weg door de plaatsen Maastricht, Heer, Cadier en Keer, Margraten, Gulpen, Wahlwiller, Nijswiller, Lemiers en Vaals.

## Geschiedenis
Het tracé van de N278 loopt parallel aan, en valt gedeeltelijk samen met dat van de Oude Akerweg, een zeer oude weg die onderdeel vormde van een van de oudste en langste oost-westverbindingen van Europa. Deze route liep van Novgorod (Rusland) naar Brugge. De Oude Akerweg werd mogelijk al vóór het einde van het ancien régime als hoofdroute tussen Maastricht en Aken vervangen door de langere, maar beter begaanbare weg via Valkenburg en Heerlen. Deze was waarschijnlijk al in 1779 verhard. Het meest westelijke deel van de N278, de Tongerseweg in Maastricht, werd in 1804-1811 aangelegd als zogenaamde 'Napoleonsweg', aanvankelijk Steenweg Maastricht-Tongeren genoemd.

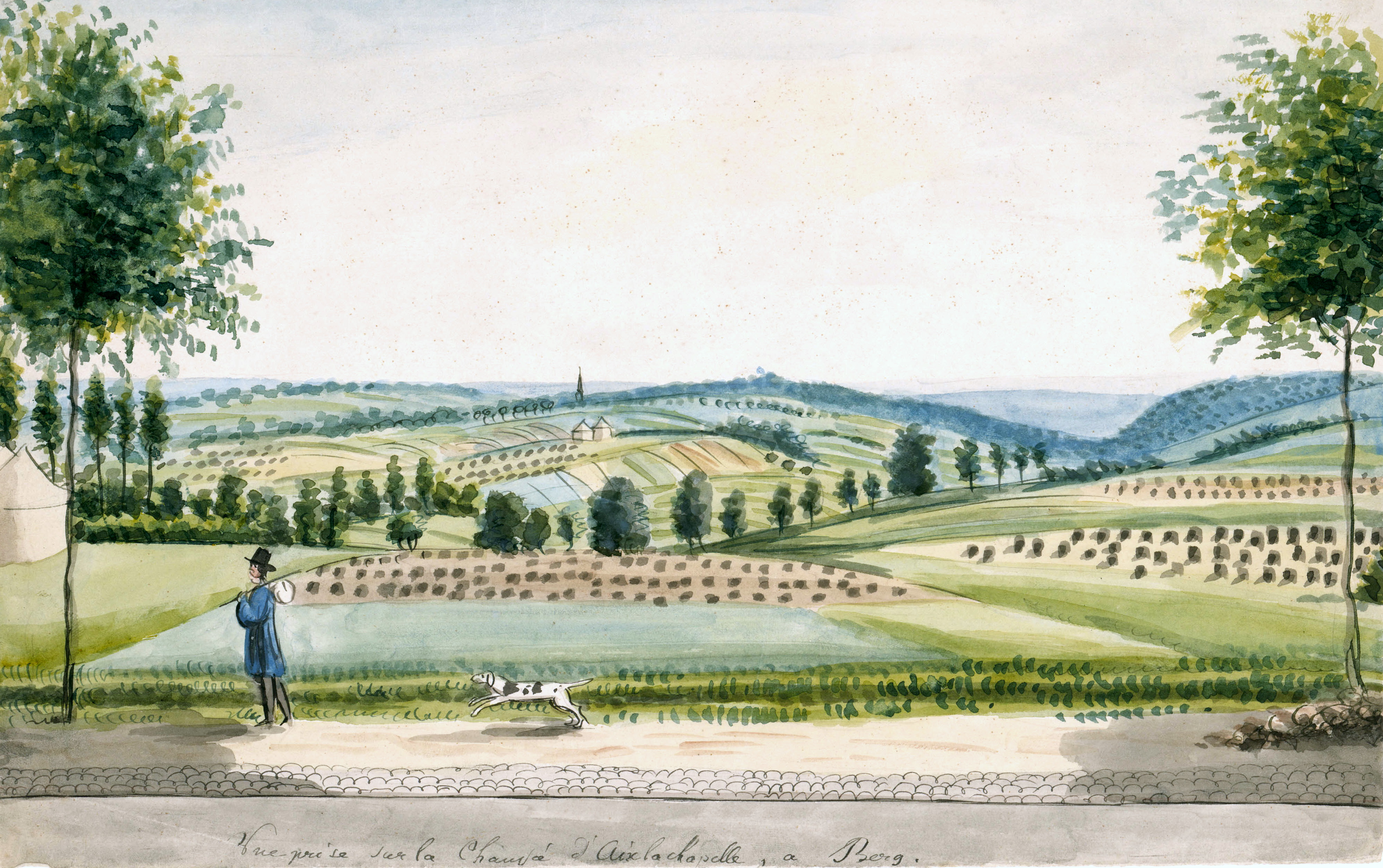
De steenweg nabij Cadier en Keer, ca. 1850 (aquarel Philippe van Gulpen)

In 1823 begon de aanleg van de nieuwe rijksweg via Margraten en Gulpen. Op aandringen van de Maastrichtse Kamer van Koophandel werd deze weg door de rijksoverheid als steenweg aangelegd. De bestrating vond plaats tussen 1826 en 1828.
In het begin van de 20e eeuw liep er tussen Vaals en Maastricht een stoomtramlijn die grote delen van de Rijksweg (huidige provinciale weg) volgde: de tramlijn Maastricht - Vaals. Bij Cadier en Keer en tussen Margraten en Gulpen volgde de lijn, die van 1922 tot 1938 bestond, in verband met de steilte van de hellingen een ander tracé. In die tijd liep ook de tramlijn Aken - Vaals pal aan de zuidkant van de weg. Ook over de Tongerseweg reed tussen 1909 en circa 1940 een tram: de stoomtram Maastricht-Tongeren van de Belgische Nationale Maatschappij van Buurtspoorwegen.
Voordat de huidige autosnelwegverbinding tussen Maastricht en Aken, via Heerlen werd aangelegd was er een 'A78' geprojecteerd die ongeveer hetzelfde traject als de N278 zou volgen, die plannen hebben nooit doorgang gevonden. Opmerkelijk was het voormalige klaverbladknooppunt Europaplein met de A2, omdat knooppunten normaliter enkel voorkomen als een snelweg een andere snelweg of autoweg kruist, wat hier niet het geval was. Door de dichte bebouwing ten oosten van het knooppunt leek er van een gedachte aansluiting op de 'A78' geen sprake te zijn.

## Beschrijving
De N278 is niet meer de primaire verbinding tussen Maastricht en Aken. Hiervoor zijn in de jaren 70 van de 20e eeuw de autosnelwegen A76 en A79 in de plaats gekomen. Het dient wel als de belangrijkste ontsluitingsweg van het gebied. Voor toeristen is het tevens een aantrekkelijke route door het Zuid-Limburgse heuvellandschap en de karakteristieke dorpen hierin. De weg loopt tussen Vaals en Gulpen door het dal van de Selzerbeek. Aan de zuidzijde het Plateau van Vijlen en aan de noordzijde ligt het Plateau van Bocholtz met de Schneeberg en het Kolmonderbosch. Tussen Gulpen en Maastricht loopt de N278 over het Plateau van Margraten.
Bij de Belgische grens sluit de N278 aan op de N79 naar Tongeren. Bij de Duitse grens is dat de Bundesstraße 1. In het Ruhrgebied is deze route inmiddels op verschillende plaatsen onderbroken door dagbouw of stadsuitbreiding.
Bijzonder voor Nederland is de inhaalstrook bergopwaarts bij De Hut, tussen Gulpen en het Plateau van Margraten. Dit type rijstrook, bedoeld voor het inhalen van voertuigen die moeite hebben met de beklimming, komt in Nederland weinig voor. Andere inhaalstroken van dit type bevinden zich op de N276 tussen Sittard en Windraak en op de helling van de Holterberg nabij Nijverdal (beide korter). Op de Nederlandse autosnelwegen zijn vergelijkbare stroken te vinden op de A76 bij Heerlen en op de A2 bij Maastricht.

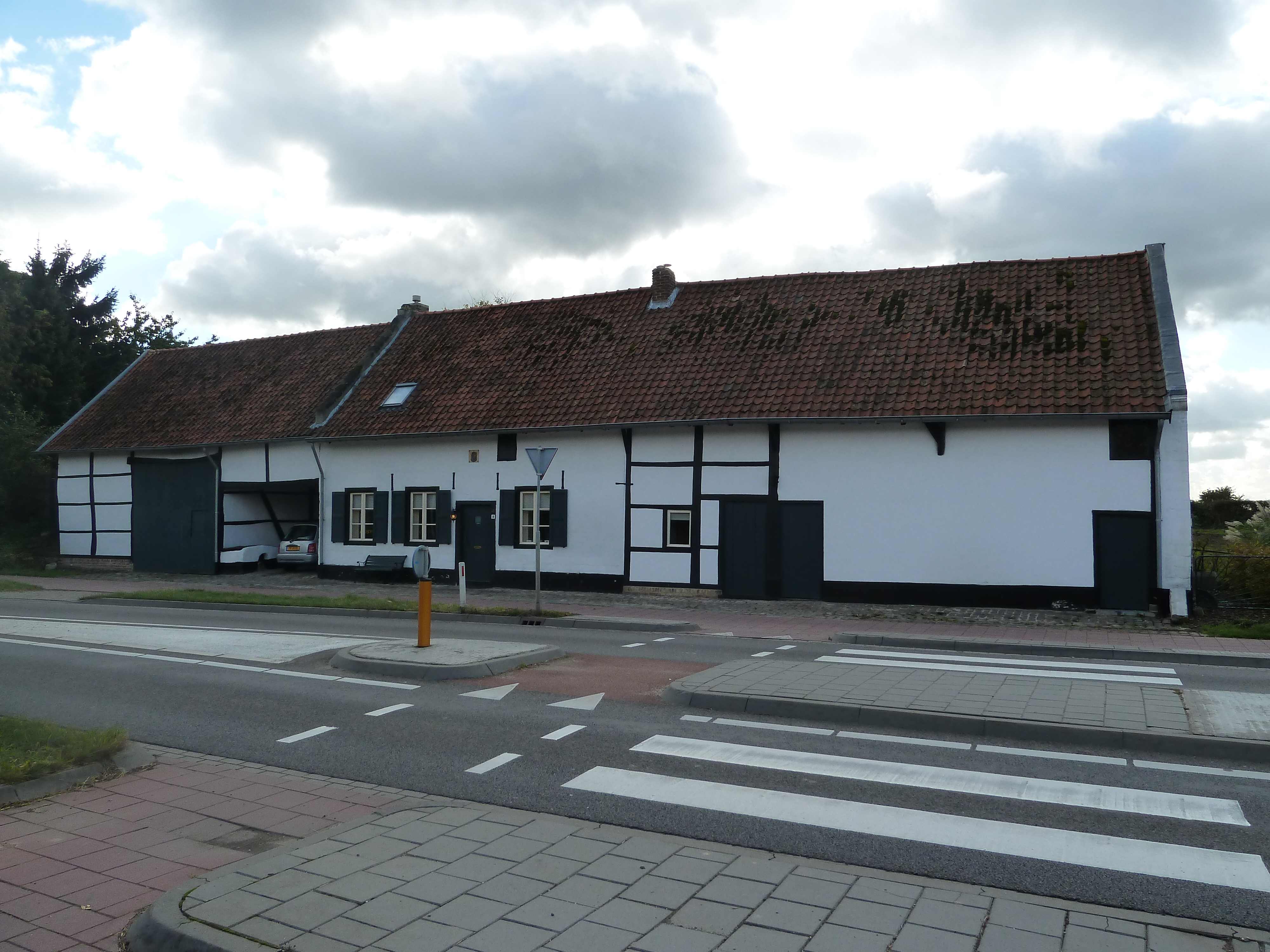
Rijksweg in Cadier en Keer
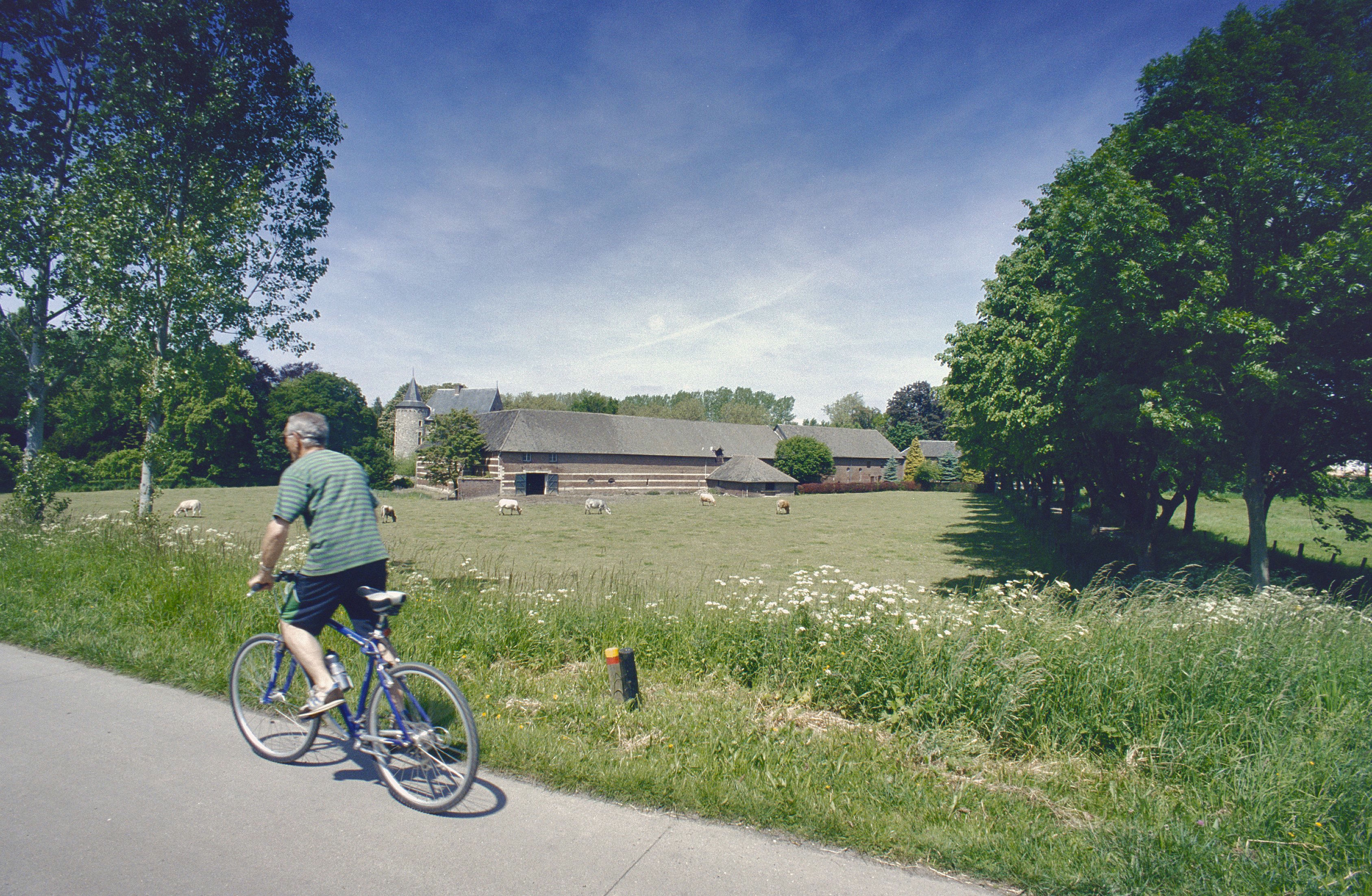
Fietspad langs N278 in Wittem
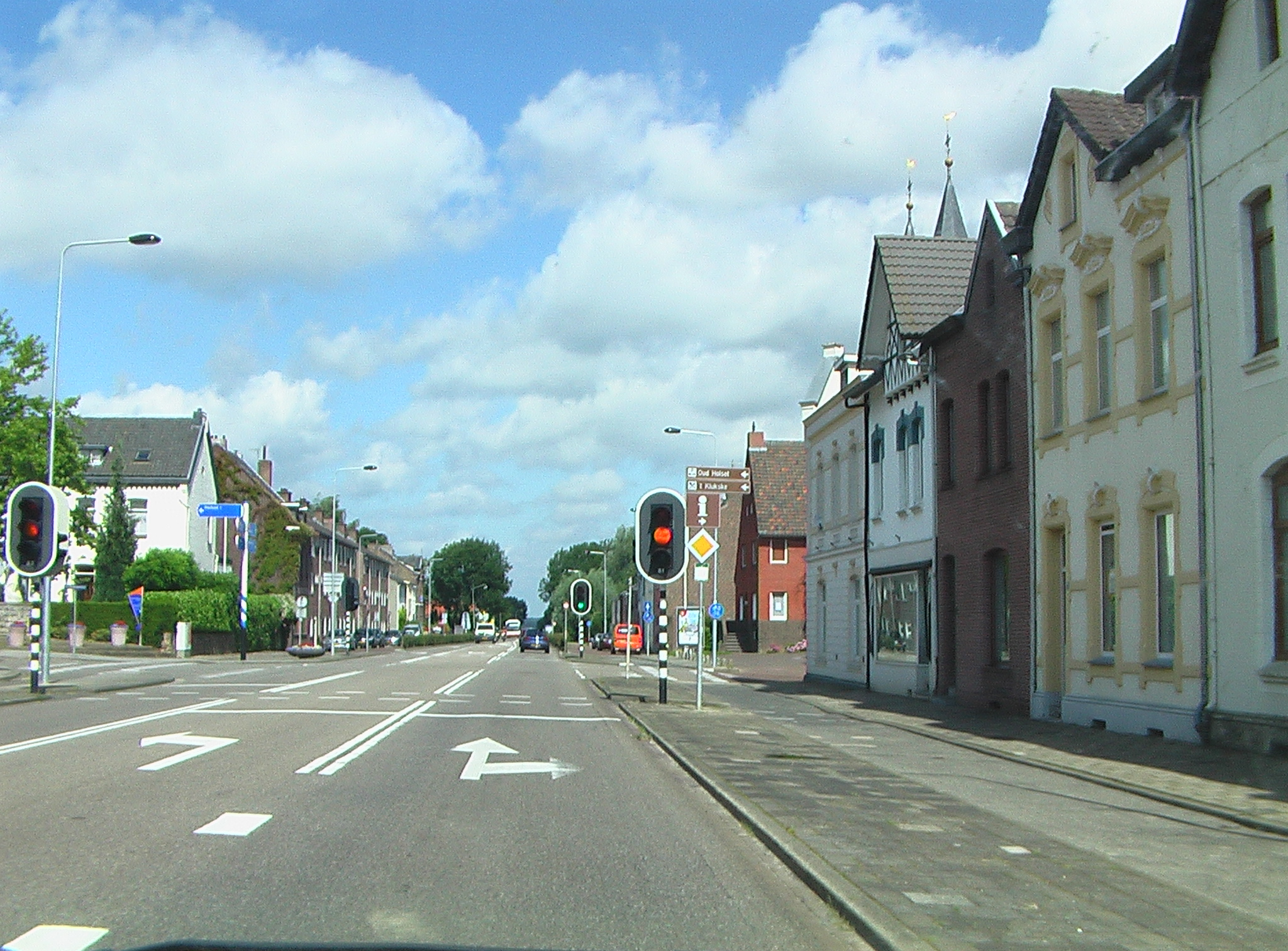
Nabij Lemiers (vóór de reconstructie van 2011)
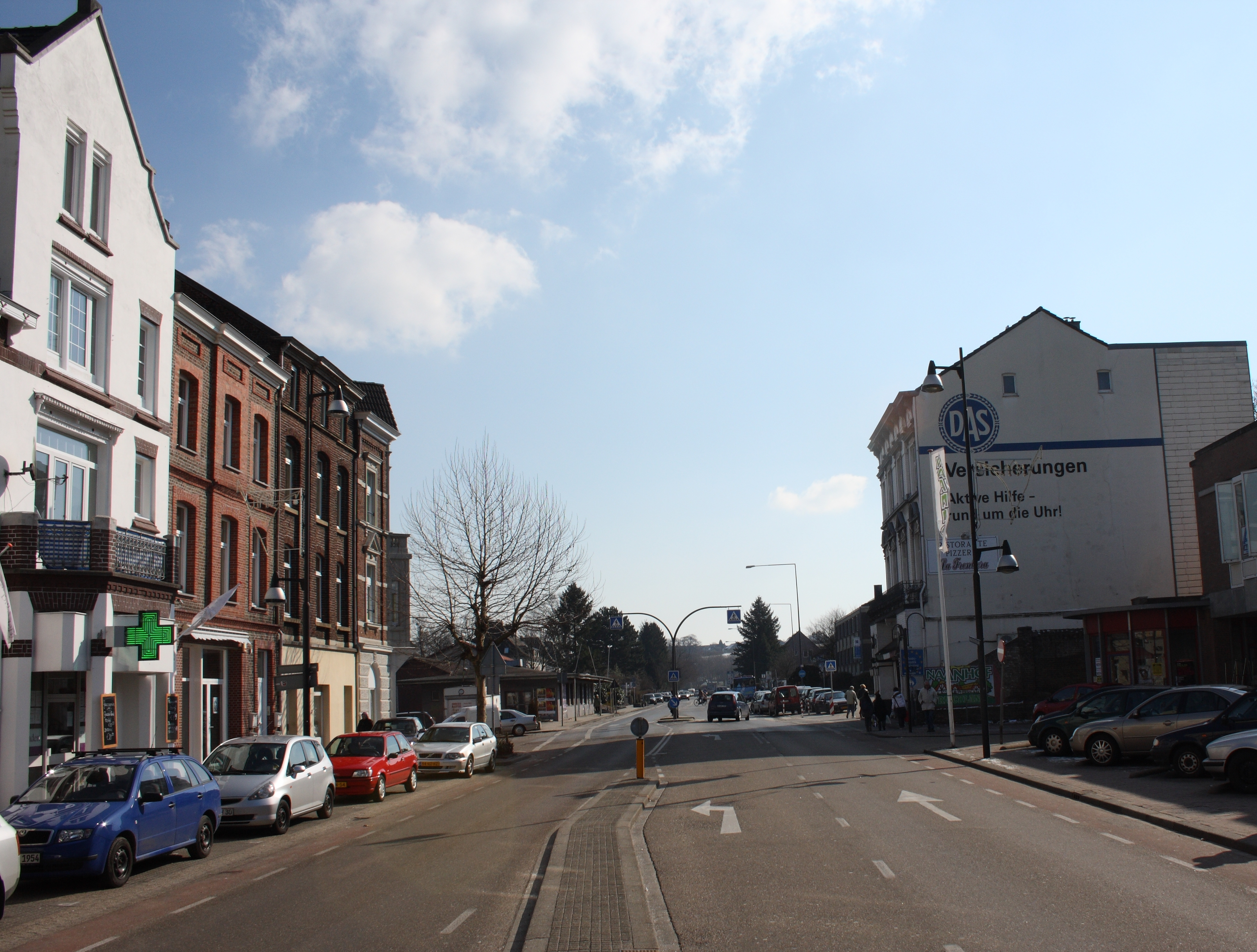
Grensovergang Vaals - Aken

## Bezienswaardigheden
Langs de weg liggen een groot aantal rijksmonumenten, waaronder diverse kastelen, kerken, kloosters en een groot aantal monumentale boerderijen en woonhuizen. De Prins Bisschopsingel in het Maastrichtse Villapark was ooit een van de fraaiste lanen van de stad. Door de bouw van de Kennedybrug veranderde het karakter van de straat, maar veel oude villa's bleven behouden. Een bijzonder monument is het Amerikaanse oorlogskerkhof, officieel Amerikaanse Begraafplaats Margraten in Margraten.

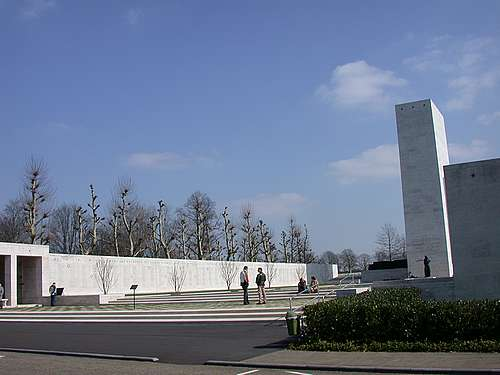
Amerikaans kerkhof
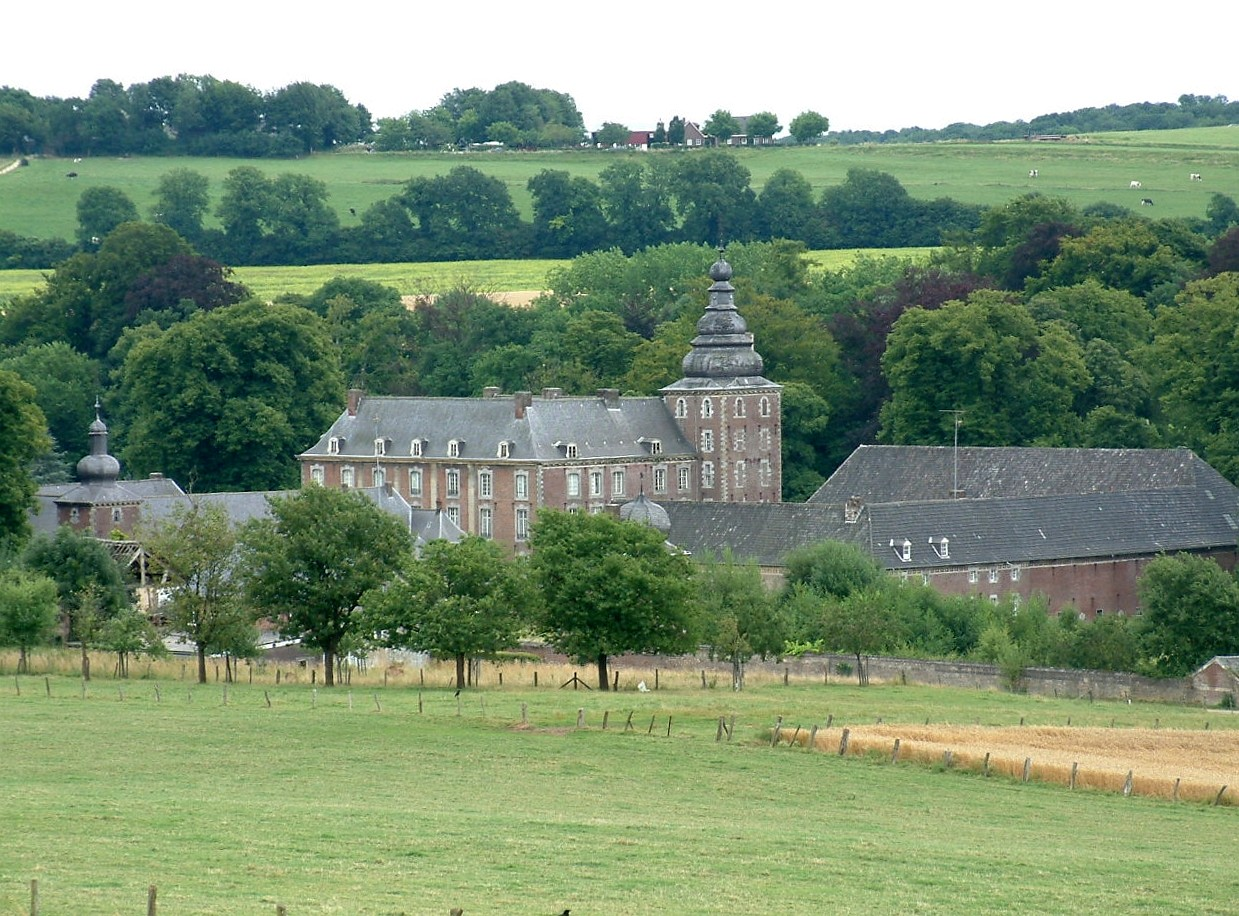
Kasteel Neubourg
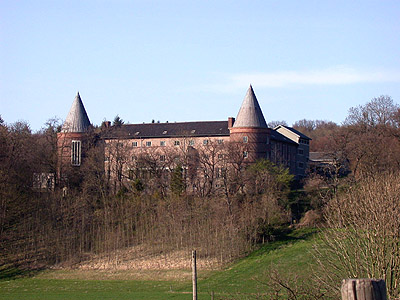
Abdij Mamelis
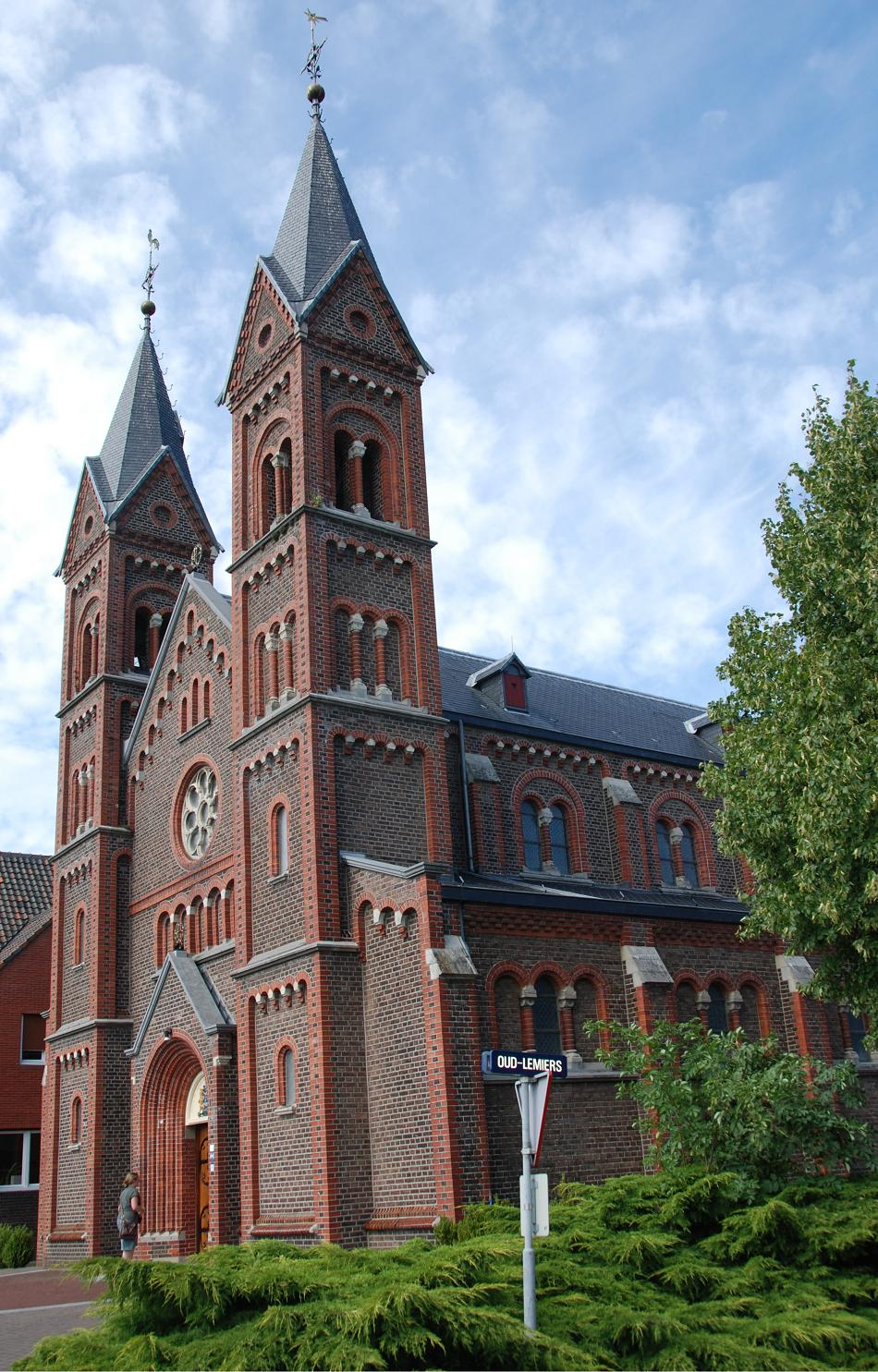
Parochiekerk Lemiers
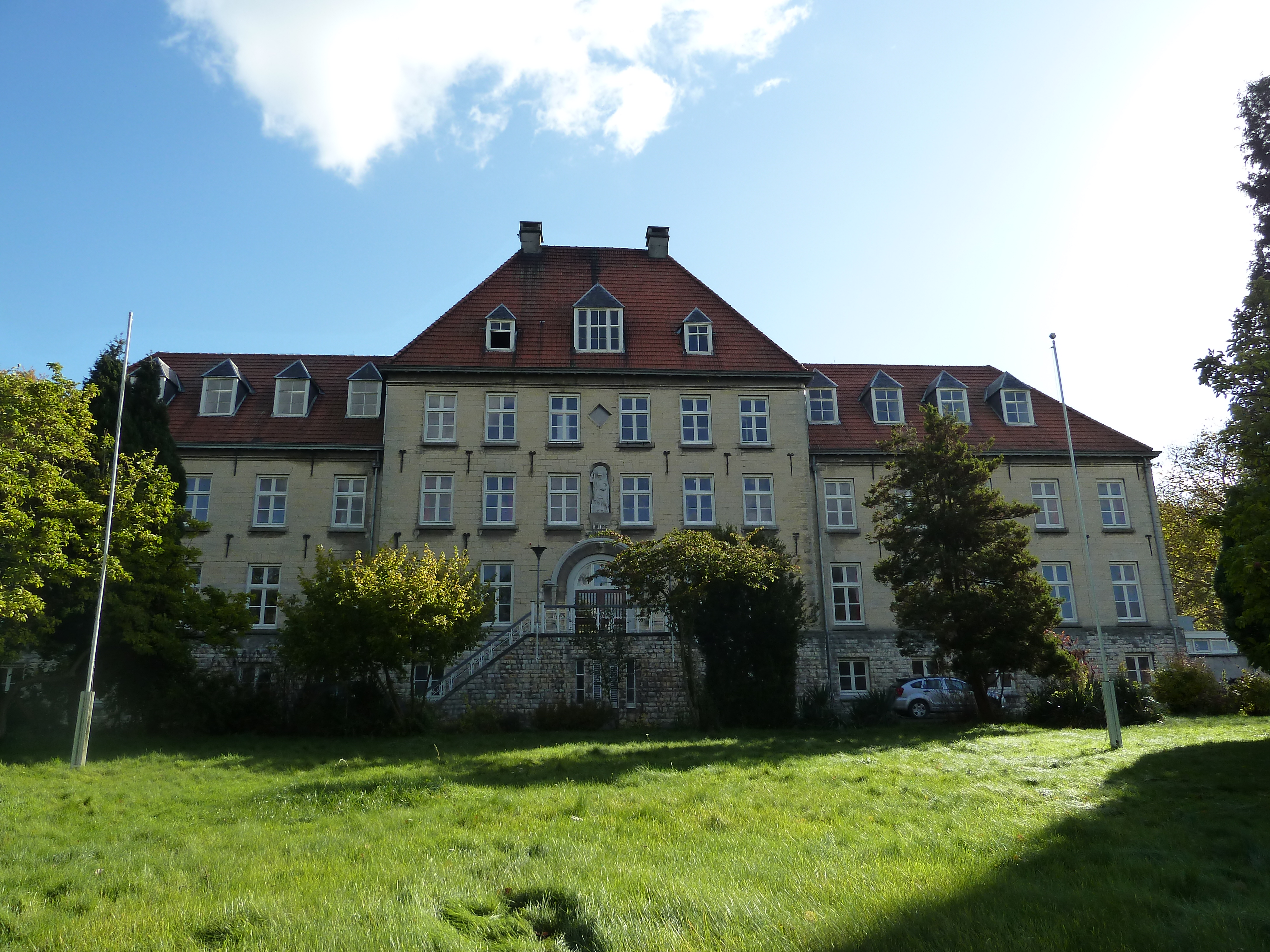
Huize Sint-Gerlach bij Cadier en Keer